# Kungsängen
För andra betydelser, se Kungsängen (olika betydelser).

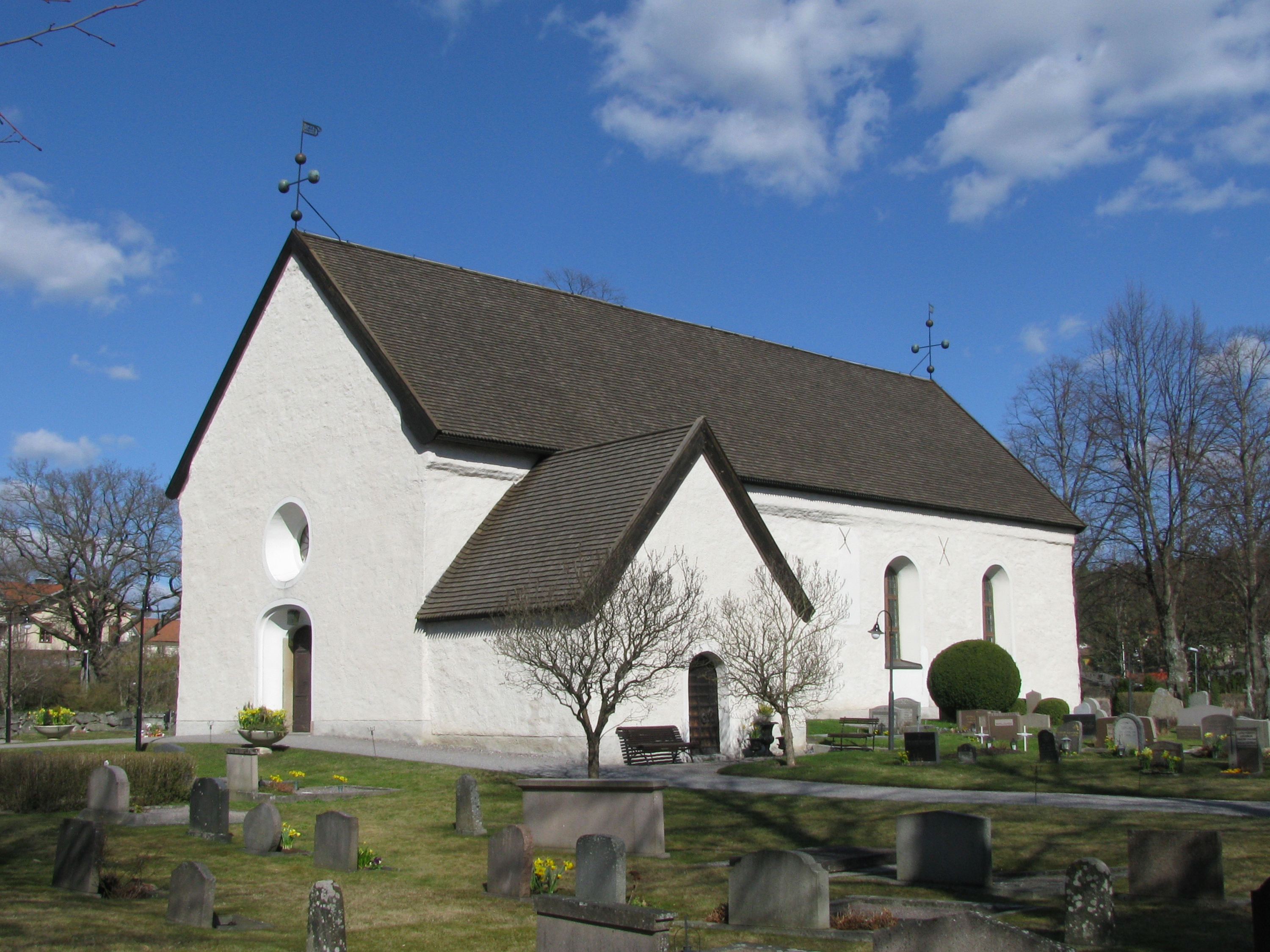
Kungsängens kyrka härstammar från 1200-talet.

Kungsängen är en tätort i Uppland och centralort i Upplands-Bro kommun, Stockholms län, med drygt 12 000 invånare. Orten är belägen cirka 30 kilometer nordväst om Stockholm. Vid SCB avgränsning 2023 klassades Brunna som sammanvuxen med tätorten som då av SCB gavs namnet Kungsängen-Brunna. 
Kungsängen ligger vid Mälaren och sydväst om E18.

## Historia

### Tidig historia
Församlingen (socknen) och kyrkan har hetat Näs sedan medeltiden, syftande på Lennartsnäshalvön. Trakten kring Kungsängens kyrka låg för omkring 2000 år sedan under vatten och fortfarande under tidig medeltid gick vattnet upp till trakten kring den nuvarande kyrkan.  På en höjd nära kyrkan vid nuvarande Tibble torg finns ett järnåldersgravfält som visar att trakten tidigt var bebodd.
I samband med grävarbeten för anläggandet av motorvägen E18 hittades 1968 bland annat den så kallade Ekhammarsgubben i en vikingatida grav för en mäktig kvinna i trakten. Figuren är omkring 3 cm hög och föreställer en man med två horn på huvudet som bär ett svärd i ena handen och två korslagda stavar i andra handen. Fyndet finns idag på Historiska museet. Upplands-Bro kommun tog senare silhuetten av denna figur som sitt kommunvapen.
En minnessten vid kyrkan påminner om det försoningsmöte som Sten Sture den äldre och ärkebiskopen Jacob Ulfsson höll här på Näs äng i juni 1502. Stenen restes 1945.

### Före järnvägens ankomst

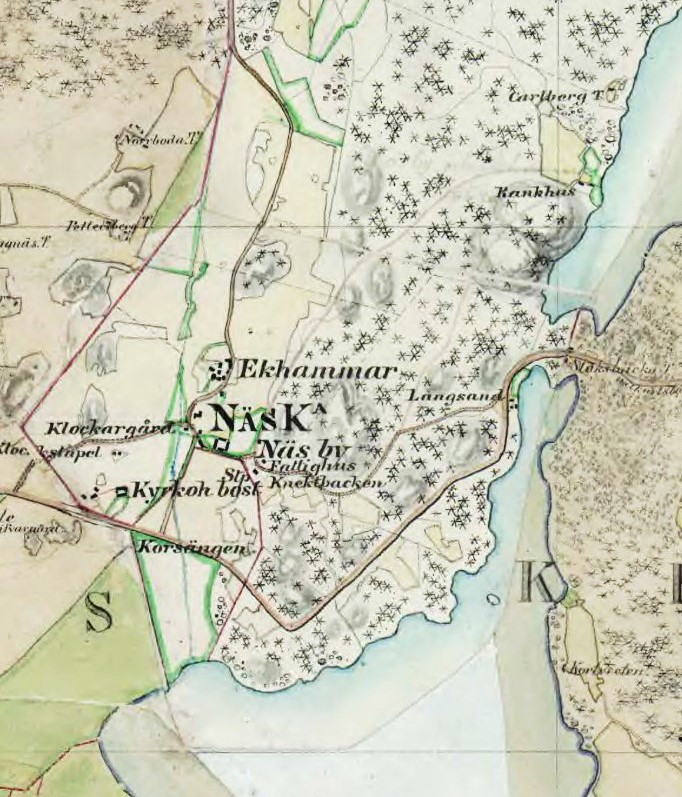
Området kring nuvarande Kungsängen på 1860-talet.

Förbi kyrkan gick under 1600- och 1700-talet en 4-5 meter bred landsväg mellan Stockholm och Bergslagen. Spår av denna väg hittades vid utgrävningar inför bygget av Upplands-Brogymnasiet och syns även på andra håll i orten. Vid Dalkarlsbacken på Stäksön har ett vägmuseum anlagts som visar de olika landsvägarna förbi Kungsängen, dels de idag övergivna landsvägarna från mitten av 1600-talet och mitten av 1800-talet samt Gamla Enköpingsvägen, invigd 1935, och slutligen motorvägsbron som färdigställdes 1971.
Vid Näs kyrka låg ett vägskäl för vägen norrut mot Västra Ryds socken och här ligger även Ekhammars gård och by. Ekhammars gård omnämns 1370 som två hemman tillhörande Sankta Klara kloster och 1527 omnämns gården som huvudgård för ärkebiskopens gods i Bro härad. Gustav Vasa drog in Ekhammar till kronan, som behöll gården till 1630-talet, då Lars Bengtsson Skytte lät uppföra säteribyggnader. Redan 1681 omnämns dock gården som endast bebyggd som bondgård, så att sätesrätten åter drogs in, och från 1700-talet var gården ett skattehemman. Den nuvarande huvudbyggnaden på Ekhammars gård uppfördes i början av 1800-talet.
Av hembygdsgårdens byggnader är mangårdsbyggnaden och den lada vid vägen som tillhört den idag försvunna klockargården ursprungliga på platsen, övriga byggnader är ditflyttade från andra delar av kommunen. Prästgården låg tidigare där idag Ekhammarskolan ligger. I början av 1800-talet rätades landsvägen ut och förlades omkring 300 meter söder om kyrkan.
Den 1 januari 1886 ändrades ortens namn officiellt till Stockholms-Näs, för att särskilja det från andra liknande ortnamn. 
Under 1800-talet och början av 1900-talet fanns omfattande ångbåtstrafik i riktning mot Stockholm, Enköping och Uppsala. Traktens bönder använde även ångbåtstrafiken för att kunna sälja sina varor på torgmarknader i Stockholm, och många gårdar hade stora handelsträdgårdar.

### Kungsängens stationssamhälle
Orten fick järnvägsförbindelse då dåvarande Stockholm-Västerås-Bergslagens Järnväg öppnade för trafik år 1876. Linjen drogs på grund av markförhållandena genom obebyggt område, och en ny station anlades omkring två kilometer sydost om den dåvarande ortskärnan vid Tibble gård. Bolaget kallade stationen Kungsängen, kanske för att Näs var ett alltför mångtydigt ortnamn; den nuvarande idrottsplatsen hade varit en kungsäng sedan slutet av 1500-talet. Restiden in till Stockholm var då 1 timme och 40 minuter. Efter att järnvägen anlagts blev Kungsängen stationssamhälle, och ny bebyggelse växte upp i trakten av stationen och stranden nedanför. 1903 anlades Ryds gjuteri vid stranden öster om stationen. Kring Prästhagsvägen ligger flera exempel på äldre villabebyggelse från 1910-talet, som komministern i församlingen lät uppföra på mark som tillhörde prästgården.
Under 1920-talet började man att bebygga det område som idag är Kungsängens centrum. En av de första villorna här var Villa Skoga, som den socialdemokratiske politikern och folkskolläraren Oskar Sjölander lät uppföra. 1952 bodde 270 personer i Kungsängen. 
Från bildandet av Upplands-Bro landskommun 1952 till slutet av 1960-talet ökade befolkningen i Kungsängen kraftigt. Stora delen av villa- och höghusbebyggelsen i tätorten uppfördes under 1950- och 1960-talet, där bland annat Rankhusvägen och Ekhammarsvägen uppvisar välbevarade exempel på enplansvillor respektive kedjehus från denna tid. De sju punkthusen på Kungshöjden vid Bergvägen ritades av stadsarkitekten i Upplands-Bro kommun Hans Matell och uppfördes 1965 som en del av miljonprogrammet. De modernistiska villorna vid västra delen av Strandvägen ritades av Rolf Thies och uppfördes 1967.
Den 3 februari 1967 bytte slutligen även församlingen och kyrkan namn till Kungsängen. I början av 1970-talet flyttade kommunens centrala förvaltningar från Bro till det nyuppförda kommunhuset i Tibble och sedan dess är Kungsängen centralort för kommunen.
Möbeltillverkaren och -varuhuset KungSängen grundades 1998 och tog namn efter orten.
Kungsängens station började trafikeras av Stockholms pendeltåg 1968, då arbetspendlingen till centrala Stockholm ökade kraftigt. Under 1980-talet uppfördes kompletterande bebyggelse kring stationen och Kungsängens torg. Stationen låg vid en krokig och enkelspårig sträcka fram till år 2001, då en helt ny sträcka och en ny station kunde tas i bruk. I samband därmed förlängdes också Stockholms pendeltågsnät till Bålsta, samtidigt som SJ:s fjärrtågs uppehåll flyttades från Kungsängen till Bålsta. 

### Befolkningsutveckling
| Befolkningsutvecklingen i Kungsängen 1950–2020                                            | Befolkningsutvecklingen i Kungsängen 1950–2020 | Befolkningsutvecklingen i Kungsängen 1950–2020 | Befolkningsutvecklingen i Kungsängen 1950–2020 | Befolkningsutvecklingen i Kungsängen 1950–2020 |
| ----------------------------------------------------------------------------------------- | ---------------------------------------------- | ---------------------------------------------- | ---------------------------------------------- | ---------------------------------------------- |
|                                                                                           |                                                |                                                |                                                |                                                |
| År                                                                                        |                                                |                                                | Folkmängd                                      | Areal (ha)                                     |
| 1950                                                                                      | 1950                                           |                                                | 290                                            |                                                |
| 1960                                                                                      | 1960                                           |                                                | 886                                            |                                                |
| 1965                                                                                      | 1965                                           |                                                | 2 216                                          |                                                |
| 1970                                                                                      | 1970                                           |                                                | 3 249                                          |                                                |
| 1975                                                                                      | 1975                                           |                                                | 3 008                                          |                                                |
| 1980                                                                                      | 1980                                           |                                                | 2 927                                          |                                                |
| 1990                                                                                      | 1990                                           |                                                | 7 193                                          | 278                                            |
| 1995                                                                                      | 1995                                           |                                                | 7 324                                          | 282                                            |
| 2000                                                                                      | 2000                                           |                                                | 7 309                                          | 282                                            |
| 2005                                                                                      | 2005                                           |                                                | 7 367                                          | 289                                            |
| 2010                                                                                      | 2010                                           |                                                | 9 382                                          | 363                                            |
| 2015                                                                                      | 2015                                           |                                                | 10 151                                         | 435                                            |
| 2020                                                                                      | 2020                                           |                                                | 12 497                                         | 464                                            |
| Anm.: Sammanvuxen med Sylta 2010 och med Ålsta 2015. Med Brunna 2023, Älsta utbruten 2023 |                                                |                                                |                                                |                                                |

## Samhället
I Kungsängen återfinns Kungsängens kyrka
I Kungsängen finns grundskolorna:
- Bergaskolan, år F - 6
- Brunnaskolan, år F - 3
- Ekhammarskolan, år 4 - 9
- Hagnässkolan, år 4 - 9
- Lillsjöskolan, år F - 3
- Källskolan, år F-9
- Urfjälls montessoriskola, år F-3

F = förskoleklass

## Kommunikationer
I anslutning till pendeltågsstationen finns en bussterminal. Det är cirka 4 300 påstigande och ungefär lika många avstigande på vardagar på pendeltågen på denna station.

## Näringsliv
Ortens största arbetsgivare är kommunen.

## Sevärdheter
På Stäksön strax intill tätorten ligger ruinerna av den medeltida biskopsborgen Almarestäkets borg, och inne i tätorten ligger Kungsängens kyrka, vars äldsta delar är från 1200-talet.

## Bilder

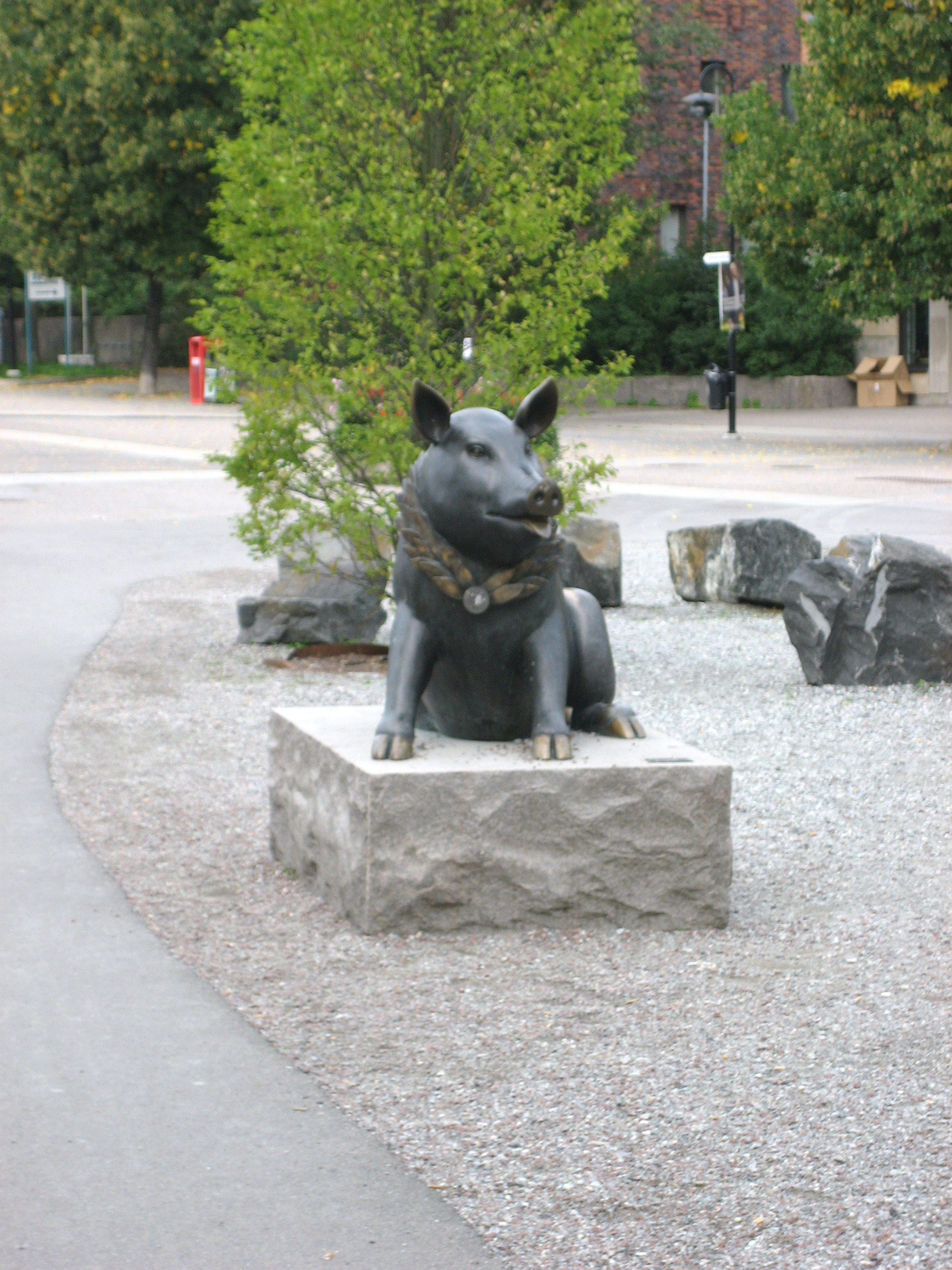
Bronsskulptur av en gris av Carl Fredrik Reuterswärd i Kungsängens centrum.
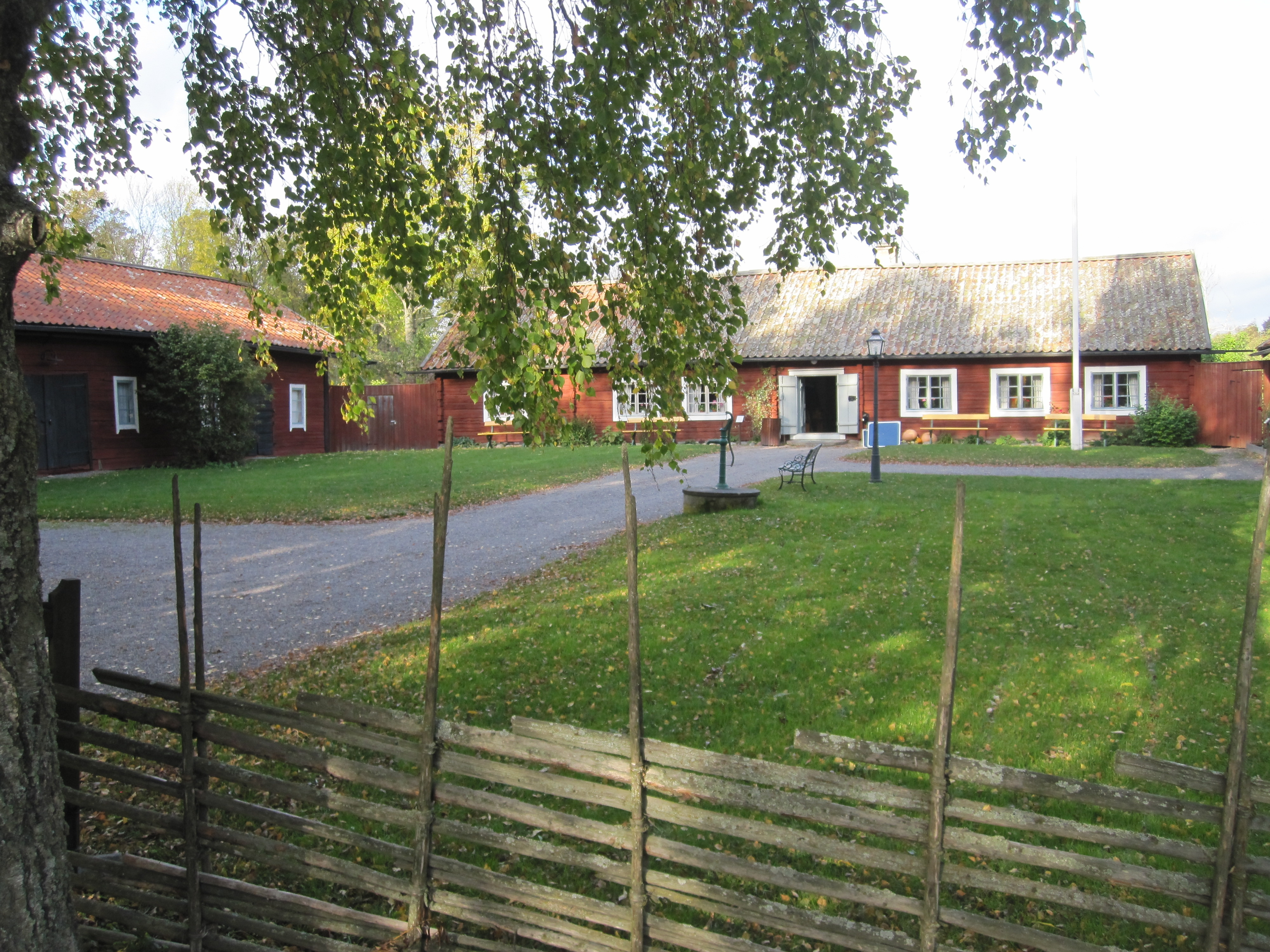
Framsidan av hembygdsgården i Kungsängen.
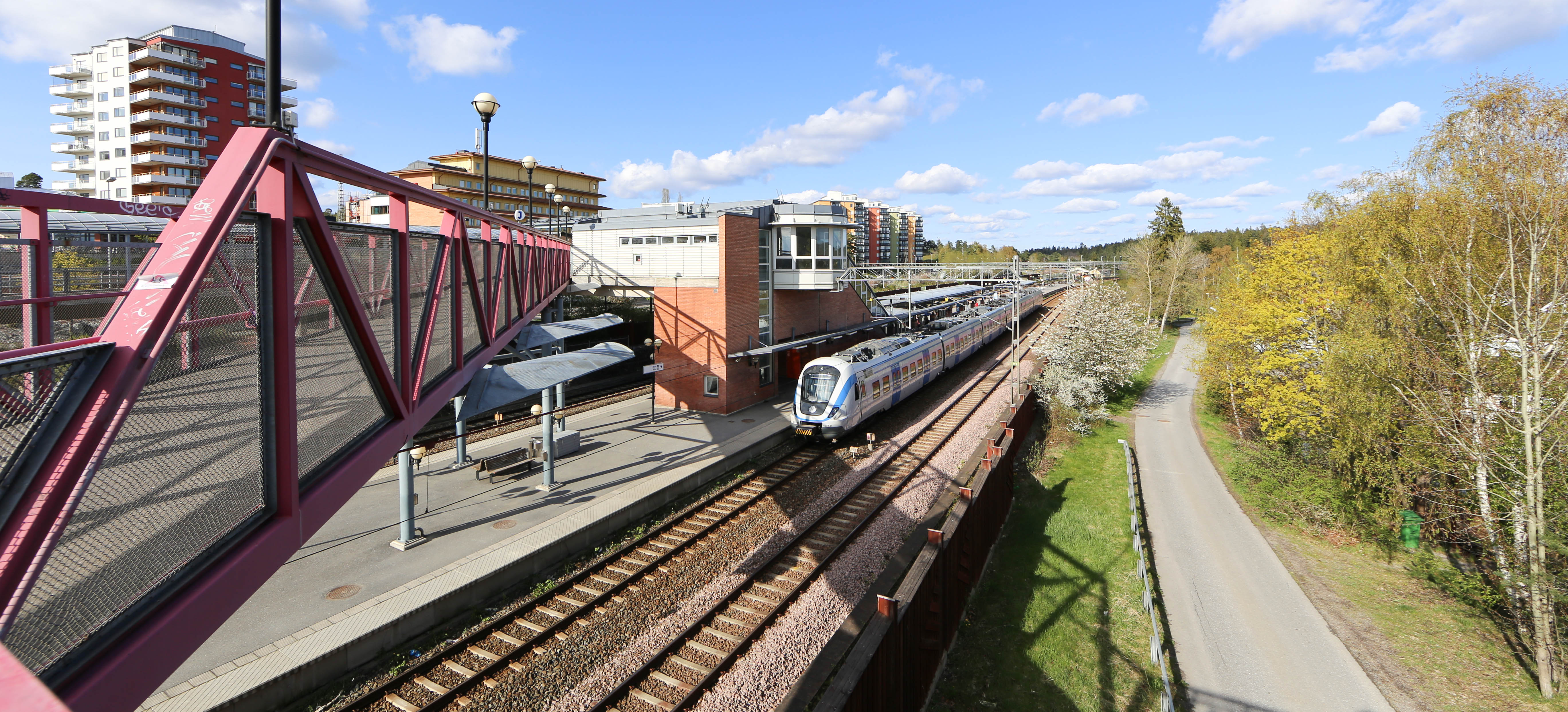
Kungsängens station i maj 2014.

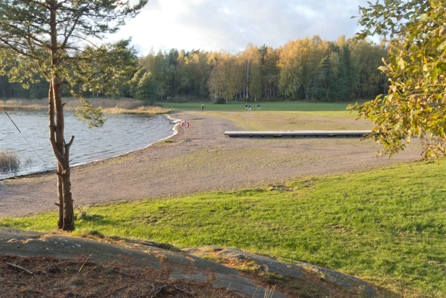
Vy över Lillsjöbadet.
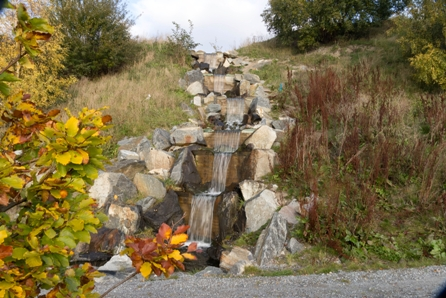
Lillsjötoppens vattenfall i höstfärger.
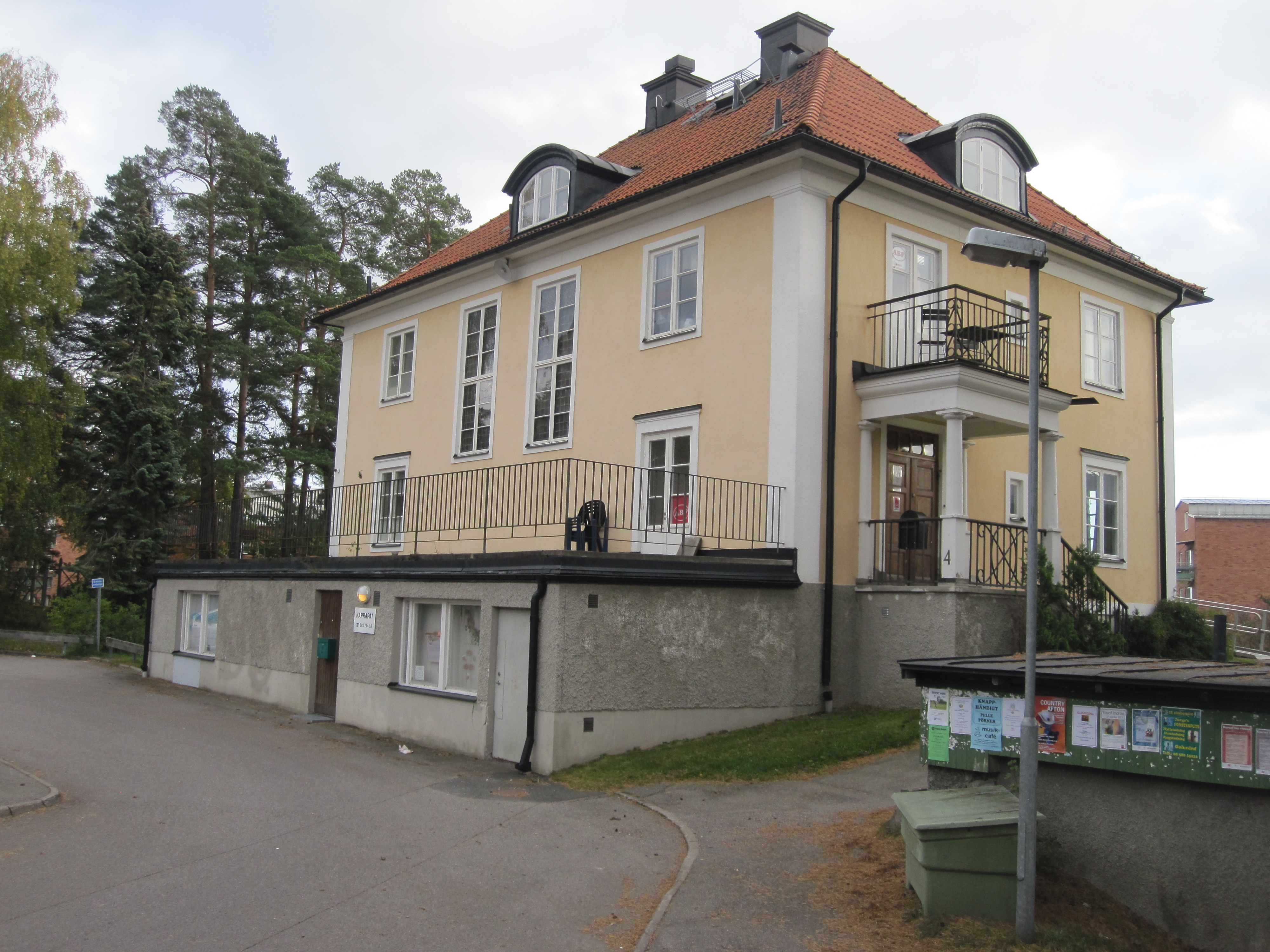
Villa Skoga i Kungsängens centrum.

## Kända personer från Kungsängen
- Dan Ekborg, skådespelare
- Caroline af Ugglas, artist
- Daniel Börtz, kompositör
- Nicklas Kulti, tennisspelare
- Hannah Graaf, sångerska, modell (född i Göteborg)
- Magdalena Graaf, sångerska, modell (född i Göteborg)
- Nyamko Sabuni, politiker (född i Bujumbura, Burundi)
- Ako Rahim, världsmästare i Athletic fitness 2011 (född i Irak)
- Peter "Puma" Hedlund, nyckelharpsspelman
- Lars Frölander, fd simmare
- Ola Hertzberg, musiker, nyckelharpsspelare
- Simon "Thebausffs" Hofverberg, League of Legends spelare och streamer.